# The Pussycat Dolls: Live from London
Live From London to płyta DVD z koncertem The Pussycat Dolls w Londynie z września 2006 r., materiałem filmowym, teledyskami i wywiadami z Pussycat Dolls. Reżyserami filmu byli Chris Applebaum i Benny Boom. Zgodnie z PCDMUSIC Imeem, DVD zanotowało zbyt w liczbie 150,000 egzemplarzy na całym świecie. DVD otrzymało status złotej płyty w Nowej Zelandii 7 sierpnia 2008 r. sprzedając się w ponad 2 500 egzemplarzach. DVD zawiera także niewydaną wcześniej piosenkę Stomp (nazywana też Show Me What You Got) napisaną przez Jamala Jonesa i Nicole Scherzinger.

## Lista

### Koncert na żywo
1. Introducing the Dolls
2. Buttons
3. Beep
4. I Don’t Need a Man
5. Feelin' Good
6. Stickwitu
7. Show Me What You Got
8. Wait a Minute
9. Don’t Cha

### Teledyski
1. Don't Cha featuring Busta Rhymes
2. Beep" featuring will.i.am
3. Stickwitu
4. Buttons featuring Snoop Dogg
5. I Don't Need a Man
6. Wait a Minute featuring Timbaland
7. Beep - Behind the Scenes
8. Buttons - Behind the Scenes

### Meet The Dolls
1. Meet the Dolls - Nicole
2. Meet the Dolls - Kimberly
3. Meet the Dolls - Melody
4. Meet the Dolls - Jessica
5. Meet the Dolls - Ashley
6. Meet the Dolls - Carmit

### Ekstra
1. The Rise of the Dolls
2. PCD - The Music
3. Don't Cha - wersja karaoke
4. Dress Like a Doll